# 景山聖子
景山 聖子（かげやま せいこ、12月26日 -）は、日本の女性声優・ナレーター。シグマ・セブンから独立し、現在プレシャス スマイル代表。全国のNHKカルチャースクールや日本橋三越本店などで絵本の読み聞かせを通した生きがい講座を展開中。同時に、自らの語り舞台・朗読エンターテインメント箏語り（中しまりん率いる「東風」とのコラボレーション）を2011年4月より立ち上げ、現在全国展開中。市や県の公共施設主催のイベントなどに招かれ、公演活動を実施。群馬県出身。

## 人物
父親（作家・新井克昌）が、浪曲出身のコメディアン、玉川良一の甥にあたる。
学生時代、NHK前橋放送局のアシスタントオーディションに合格、放送界に入る。群馬テレビアナウンサーを経て上京、TBSテレビ、TBSラジオ、テレビ朝日・日本テレビなどで報道やバラエティ番組のリポーターをした後、ナレーターへ転身。コミカルなものから、報道ではシリアスなナレーションも担当する。
テレビショッピング番組のコメンテーターを各局で担当（2001年〜2003年）し、大手テレビショッピング会社「プライム」のその年の売上No1コメンテーターを表彰する「2002年度ベストオブコメンテーター賞（女性部門）」を受賞。

## 出演作品
- 私の本棚・朗読（NHKラジオ第1）
- スーパーJチャンネル「ウワサ検証人」「報道特集」他・ナレーション（テレビ朝日）
- 隣の悩みの解決人・ナレーション（日本テレビ）
- ニュースアイ・ナレーション（テレビ東京）
- 森本毅郎「スタンバイ」・リポーター（TBSラジオ）
- 大沢悠里「ゆうゆうワイド」・リポーター（TBSラジオ）
- ポートジョッキー（RFラジオ日本、2005年10月 - 2008年9月迄担当）
- エターナル・ミュージックコレクション　パーソナリティ（RFラジオ日本、2008年10月 - 2009年3月迄担当）